# Bouvardia pedicellaris
Bouvardia pedicellaris är en måreväxtart som beskrevs av Attila L. Borhidi. Bouvardia pedicellaris ingår i släktet Bouvardia och familjen måreväxter. Inga underarter finns listade i Catalogue of Life.